# 23. konjeniški polk (Italija)
23. konjeniški polk Cavalleggeri di Umberto I je bil konjeniški polk Kraljeve italijanske kopenske vojske.